# Kevin De Leon
Kevin Ozmar de Leon Treviño (ur. 2003) – meksykański zapaśnik walczący w stylu wolnym. 
Brązowy medalista mistrzostw panamerykańskich w 2025. Trzeci na mistrzostwach panamerykańskich juniorów w 2021 i drugi wśród kadetów w 2018 roku.